# 铼德科技
錸德科技，英文名為RITEK是英文單詞"Right"和"Technology"合併的混成詞。錸德科技於1988年在台灣成立，主要生產光碟系列包括CD-R，CD-RW，DVD-R，DVD-RW，DVD+R，DVD+RW，DVD-RAM，HD DVD，Blu-ray Disc，Blu-ray M-Disc等；儲存卡系列包括CF卡，SD卡，OTG，SSD，DRAM，MMC卡；隨身碟和消費性電子產品。錸德進幾年也入續推出大量的綠能產品包括太陽能模組，太陽能系統建置等；另外錸德也跨領域的進入電池產品包括太陽能電池，以及觸控面板產品PMOLED、ITO導電玻璃等產品；錸德也並在奈米技術及生物技術上有多項的產品開發至市面。

## 錸德科技創辦人葉進泰先生
錸德科技創辦人葉進泰早於1952年開始製作並發行黑膠唱片，並於1958年錄製發行當紅歌手紫薇成名的【綠島小夜曲】。當時的黑膠唱片生產全靠手工進行，在45度高溫的壓製環境中，充滿了廢氣與有毒性化學藥水；同時材料容易變質，導致生產良率不高，品質也全憑師傅的經驗一手掌握。因此從材料到製造，花費的時間和成本極高，是非常艱辛的產業。在這段期間，葉進泰於唱片製作上多方向的進行改良，從日本引進新技術與新機種，找尋新的材料並著手開發新製程，在軟硬體進步之下，讓台灣黑膠唱片產業脫離老舊毒害的環境，製造出更優質的黑膠唱片。
當時台灣錄音環境和設備的不足，讓葉進泰有感於許多平劇、南管北管等音樂，相當具有教育性質的文化應該要保存。1980年大手筆打造專業的「白金錄音室」外，還從瑞士進口二十四軌錄音機，這是台灣第一部多軌錄音機，並邀請日本錄音技師來台指導，經交流下得知當時日本已經開始試作CD。到了1985年時，唱片的材質隨著科技進步有了新的改革，就是CD的研發及逐漸量產。葉進泰認知到唱片型態朝數位化發展是未來的趨勢，於當時就當機立斷致力投入CD光碟的研發。
並在1988年成立【錸德科技股份有限公司】，開始累積製作CD的能量，終於在1990年成功生產全台灣第一片CD，擺脫當時對日本進口的依賴，也間接促進本土音樂市場的蓬勃發展。葉進泰於音樂儲存產業上一路堅持、貢獻己力，從黑膠唱片到CD的製造，橫跨兩個世紀近60年的努力不懈，葉進泰可說是台灣唱片的先驅，也是本土流行音樂的幕後推動者。而葉進泰所創辦的錸德科技也從音樂CD、影音DVD，一路發展到藍光BD，成為全球光碟的領導廠商。

## 錸德世界分部
1. 台灣地區：中壢，新竹
2. 大陸地區：揚州，昆山
3. 越南：胡志明市
4. 荷蘭：里德凱爾克
5. 美國：洛杉磯

## 錸德商標＆自由品牌
RITEK、RIDATA、TRAXDATA、ARITA

## 錸德年度重要記事[2]
1950
- 錸德集團老董葉進泰畢業後開了一家「明理塑膠工廠」生產塑膠香煙盒及PE奶瓶，就是在開塑膠廠期間從日本購買一台二手電鍍機，原來要將塑膠產品上鍍鉻增加耐用度，但無奈不成功，才轉做鍍銅及鍍鎳的黑膠唱片印模，也從此踏入唱片業，同時葉進泰成立第一唱片和白金錄音室。

1960
- 前第一唱片前和白金錄音室老闆葉進泰早是個唱片大亨，1960後就在台北三重埔從事黑膠唱片生產，也因唱片公司成立後曾帶知名歌手葉蒨文到各百貨公司登台、宣傳唱片，還將日本錄音技術帶回台灣，成立「白金錄音室」。

1980
- 葉進泰從瑞士進口二十四軌錄音機，日本技師來台指導時，就曾提及未來唱片的型態將朝數位化發展。當時日本已開始試作CD，葉進泰為搶得先機，1985年找來一群工業技術研究院出身的工程師為班底，大膽跨入CD製造領域，先從簡單的塑膠壓片開始，一步步累積自己的技術存量。[3]

1988 
- 葉進泰成立錸德科技股份有限公司[4]

1989 
- 榮獲日內瓦國際發明獎

1990 
- 5月，在工業技術研究院機械與系統研究所協助下，生產台灣第一片CD[5]

1991 
- 成為國際唱片業交流基金會簽約會員

1994 
- 於澳洲設立光碟廠

1995 
- 台灣第一家光碟廠取得 ISO9002 認證

1996 
- 股票公開上市

- 發起並加入 CMA 光碟壓製著作權保護組織

- 於美國設立光碟廠

- 生產台灣第一片 CD-RW

- 生產台灣第一片 DVD

1997 
- 與 MPA 駐台機構簽訂影片著作權查證協議

- 於英國設立光碟廠

- 生產台灣第一片 DVD-R

- 台灣第一家光碟廠取得 ISO9001 認證

1998 
- 生產台灣第一片 DVD-RAM

1999 
- 台灣第一家光碟廠取得 ISO14001 環保認證

- 與飛利浦合資於德國設立光碟廠

- 生產台灣第一片 OLED

- 成立台灣第一大預錄媒體製造廠『鈺德科技』

- 成立『財團法人錸德文教基金會』

2000 
- 建立全球第一條全自動 OLED 量產生產線

- 成立台灣第一家 OLED 製造廠『錸寶科技』

- 台灣第一家光碟廠通過 QS9000 品質認證

2001 
- 於中國大陸設立光碟廠 滬錸光電

- 設立全球最大 CD 盒製造及碟片包裝廠博錸科技

2002 
- 錸德科技全球策略行銷事業群產品行銷協理李文上表示，在「知識創新」、「時間競爭」與「客戶滿意」的經營理念之下，錸德已是全球第一家可同時量產CD－R/RW、DVD－R/RW、DVD＋R/RW、DVD-RAM等全系列光碟及MD（經SONY授權）、MO與Data Play的光碟製造商。[6]

2003 
- 於德國設立碟片印刷及包裝廠「 RME 」

2004 
- 成立日本分公司 RITEK Japan Inc.,

2005 
- 錸德取得 OHSAS 18001 國際職業安全健康認證

- 錸德取得 ISO14001 國際認證 (2004 年版本 )

- 錸德取得 ISO9001 國際認證 (2000 年版本 )

- 錸德生產的 CD-R 、 DVD-R 及 DVD+R 碟片榮獲行政院環保署第二類環保標章產品

- 錸德取得 EPA （行政院環保署）環保標章 (Green mark) 認證

- 錸德取得 RICOH's CMS 認證

2006 
- 榮獲 2006 台灣優良品牌

- 台灣精品獎

2007
- 成立北非分公司﹝ RITEK North Africa Inc ﹞

- 榮獲2007 台灣精品獎

- 成立ITO導電玻璃製造廠 ﹝ 安可光電股份有限公司 ﹞

- 錸德(制服隨身擴充碟)榮獲由日本工業設計推廣組織頒贈〝Good-Design award〞

2008
- 錸德(制服隨身擴充碟)榮獲由德國 iF International Forum Design 頒贈" iF Product design Award "

- 錸德與歐洲太陽能領導大廠Scheuten完成策略結盟

2009	
- 成立薄膜太陽能CIGS製造廠「太陽海科技股份有限公司」

2010	
- 錸德取得 ISO9001 國際認證 (2008年版本)

2011
- 錸德科技與SolarEdge共同創力太陽能系統新契機RITEK Solar

- 錸德在德國Intersolar展全新 IM系列太陽能模組，提升25%的發電效率

2012
- 榮獲台灣百大品牌獎，並也是全台灣唯一光碟大廠得獎品牌

- 錸德榮獲3C評比大獎金獎(PCDIY)

2013
- 錸德推出，千年保存，永久備份 M-DISC DVD、 M-DISC BD[7][8]

2014
- 錸德踏入高品質長期備存市場

- 榮獲越南百大品牌

2015
- 榮獲越南最佳品質獎

- 錸德開始生產PMOLED穿戴式產品

2016
- 錸德踏入服務業，引進日本最大連鎖老人日間照顧中心夢之湖來台，成立夢之湖─錸工場日間照顧中心
- 錸德太陽能榮獲台灣優質太陽光電產品金能獎

2017
- 錸德集團斥鉅資修復1950年代的陽明山美軍俱樂部，成立「Brick Yard 33 1/3」。
- 錸德RIDATA行動週邊產品， 榮獲由PC Home、T客邦、電腦王聯合評選之科技趨勢金獎。

2018
- 錸德成為日本 Panasonic 海外唯一 AD (Archival Disc)生產夥伴。
- 錸德取得 OHSAS 18001 國際職業安全健康認證 (2007 年版本 )
- 錸德取得 ISO14001 國際認證 (2015 年版本 )
- 錸德獲得 Sony 綠色合作夥伴認證
- 錸德取得 ISO9001 國際認證 (2015年版本)

2019
- 錸德基金會之「合好一起錸」開幕

## 錸德文教基金會[9]
財團法人錸德文教基金會於1999年成立，董事長為葉進泰董事長。財團法人錸德文教基金會透過合適的人在適當的時間提供正確的資源，錸德文教基金會並也在基金會領域裡已經贏得了它的名號。

## 轉投資事業
- 安可光電 ：ITO導電玻璃
- 鈺德科技 ：光碟預錄
- 鈺權公司 ：倉儲物流
- 錸寶科技 ：PMOLED
- 錸鑽科技 : 鑽石鍍膜
- 錸洋科技： 觸控面板
- 華仕德科技 : 奈米科技
- 博錸科技：塑膠精密射出
- 力錸光電：太陽能模組